# 嘉禾县人民政府
25°37′18″N 112°23′09″E / 25.621558°N 112.385889°E
嘉禾县人民政府（简称嘉禾县政府）是中华人民共和国湖南省郴州市嘉禾县的行政管理机关。现任县长是袁章中，2021年6月上任。

## 沿革
2004年6月4日，中华人民共和国国务院总理温家宝主持召开国务院常务会议，研究控制城镇房屋拆迁规模、严格拆迁管理的有关问题，同意湖南省对嘉禾县珠泉商贸城建设中违法违规有关责任人所作出的处理，此前，中共湖南省委省政府已经撤销周余武嘉禾县委书记职务；撤销李世栋嘉禾县县长职务；给予李水福党内严重警告处分，责令其引咎辞去嘉禾县副县长职务；给予嘉禾县政法委书记周贤勇留党察看一年处分；给予雷知先党内严重警告处分，免去嘉禾县县长助理、城关镇党委书记职务。
2022年8月22日，郭薪涉嫌“严重违纪违法”接受郴州市纪委监委纪律审查和监察调查。

## 历任领导
| 姓名   | 就任日期  | 卸任日期   | 备注  |
| ------ | --------- | ---------- | ----- |
| 李世栋 |           | 2004年6月  | 撤职  |
| 陈荣伟 | 2006年5月 | 2009年4月  |       |
| 赵宇   | 2011年6月 | 2011年12月 |       |
| 刘中杰 | 2012年    | 2012年8月  | [ 3 ] |
| 郭薪   | 2012年9月 | 2016年8月  | [ 4 ] |
| 张万冬 | 2016年8月 | 2021年6月  | [ 5 ] |
| 袁章中 | 2021年6月 |            | [ 6 ] |